# توبي باريت
توبي باريت هو سياسي كندي، ولد في 3 نوفمبر 1945 في كندا. حزبياً، نشط في حزب أونتاريو المحافظ التقدمي. وقد انتخب عضو برلمان مقاطعة أونتاريو.